# ژرژ (بازیکن فوتبال، زاده ۱۹۴۶)
ژرژ آلوس دا سیلوا (پرتغالی: Jorge; ۲۳ فوریهٔ ۱۹۴۶ – ۱۶ نوامبر ۲۰۱۸) بازیکن فوتبال اهل برزیل بود.
از باشگاه‌هایی که در آن بازی کرده است می‌توان به باشگاه فوتبال پالمیراس اشاره کرد.
وی همچنین در تیم ملی فوتبال برزیل بازی کرده است.